# ダミー (蒸気機関車)

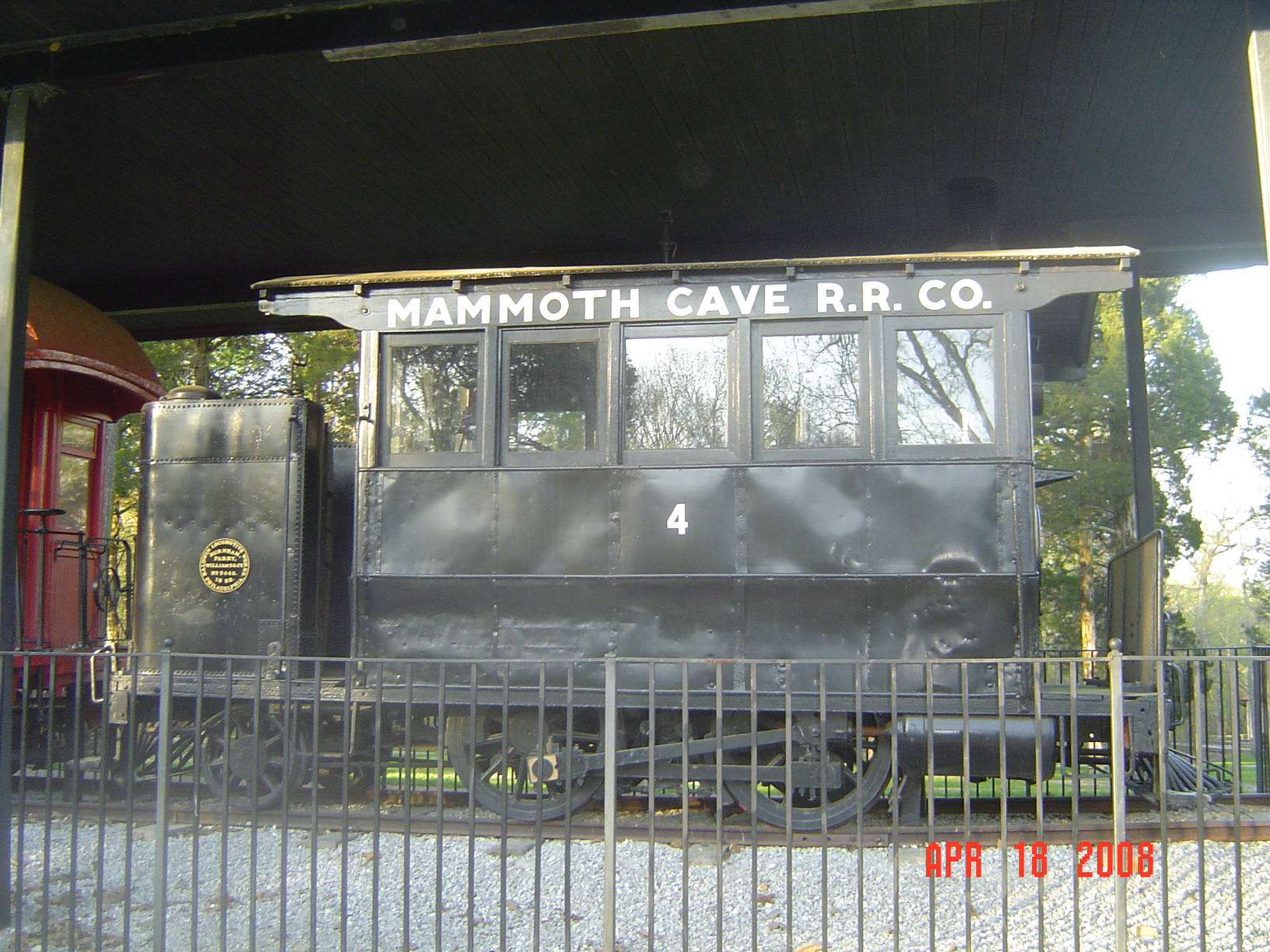
マンモス・ケーブ鉄道のダミー

ダミー（英語: dummy）はアメリカ合衆国で使われた蒸気機関車の一種で、客車に似せて作られた木造のボディーを車体にかぶせられた機関車をさす。1830年代から何十年間かはよく見られたが、南北戦争が終わったころから見られなくなっていった。
そもそもは、列車が町の中を走るとき、蒸気機関車にこういうカバーをつけて形を変えたほうが馬たちを驚かせずにすむのではないかと考えられて作られた。だが後には、蒸気機関車の形のせいではなくて、蒸気機関車が出す音や足回りのロッド類の動きが馬たちを怖がらせているのだと考えられるようになった。
単純に客車のボディを蒸気機関車の上にかぶせただけで、乗客を乗せることは考えていないものが多かったが、客車の車体と機関車とを合体させて、そこに乗客を乗せるものも作られた。